# Jägerswald (Werda)
Jägerswald (vogtländisch Geechrschwald) ist eine Siedlung in der Gemarkung Pillmannsgrün, welche zum Ortsteil Kottengrün der Gemeinde Werda im Vogtlandkreis (Freistaat Sachsen) gehört. Die Siedlung Jägerswald kam als Teil von Pillmannsgrün am 1. Oktober 1938 nach Kottengrün, mit dem sie am 1. Januar 1994 zur Gemeinde Werda kam.

## Geografie

### Lage
Die Siedlung Jägerswald liegt im südlichen Teil des Jägerswalds, nach dem sie benannt ist. Sie bildet den nördlichen Teil der Gemarkung Pillmannsgrün. Jägerswald ist nur über die Staatsstraße 303 von Süden her über die Straße „Zum Jägerswald“ erreichbar. Jägerswald befindet sich im Zentrum des Vogtlandkreises und im sächsischen Teil des historischen Vogtlands. Geografisch liegt die Siedlung im Osten des Naturraums Vogtland (Oberes Vogtland).

### Nachbarorte
|  | Bergen mit Steinigt                         |       |
|  | Kompassrose, die auf Nachbargemeinden zeigt | Werda |
|  | Pillmannsgrün                               |       |

## Geschichte

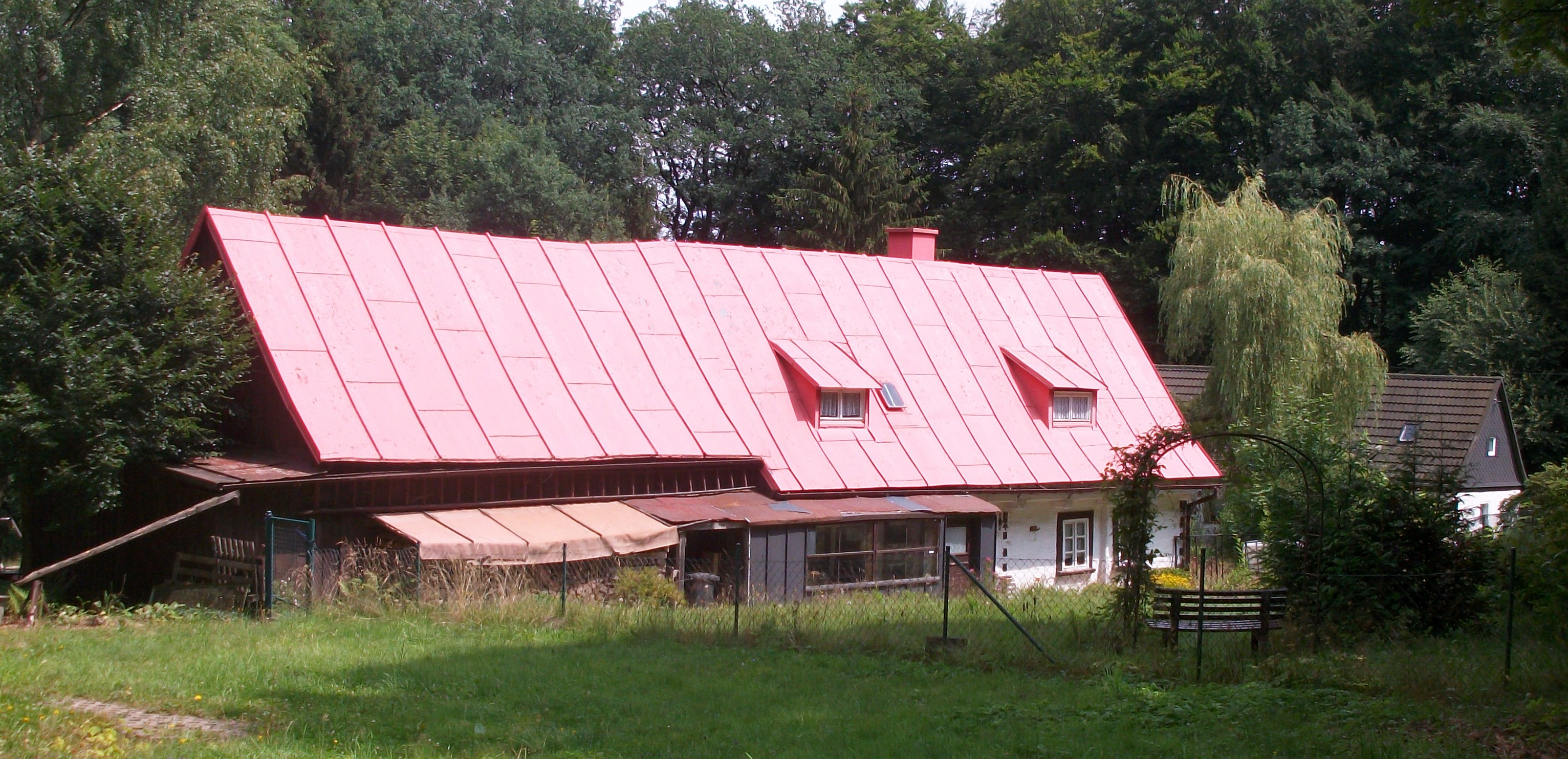
Haus in Jägerswald

Die Geschichte von Jägerswald beginnt um 1791, als der Ort als Jägerhaus mit einer kleinen Siedlung im südlichen Jägerswald belegt ist. Zu dieser Zeit lag die Grundherrschaft über die Siedlung im Gegensatz zu Pillmannsgrün beim Rittergut Mechelgrün im kursächsischen Amt Plauen. Im 19. Jahrhundert zählte Jägerswald zu Pillmannsgrün und gehörte somit bis 1856 zum kursächsischen bzw. königlich-sächsischen Amt Voigtsberg. 1856 wurde Jägerswald als Teil von Pillmannsgrün dem Gerichtsamt Falkenstein und 1875 der Amtshauptmannschaft Auerbach angegliedert. Zu dieser Zeit ist für die Siedlung auch die Bezeichnung „Oberer Jägerswald“ belegt. Um 1890 zählte die Siedlung 23 Einwohner.
Mit der Eingemeindung von Pillmannsgrün kam Jägerswald am 1. Oktober 1938 zu Kottengrün. Durch die zweite Kreisreform in der DDR kam Jägerswald als Teil der Gemeinde Kottengrün im Jahr 1952 zum Kreis Auerbach im Bezirk Chemnitz (1953 in Bezirk Karl-Marx-Stadt umbenannt), der 1990 als sächsischer Landkreis Auerbach fortgeführt wurde und 1996 im Vogtlandkreis aufging. Mit der Eingemeindung der Gemeinde Kottengrün kam Jägerswald am 1. Januar 1994 zur Gemeinde Werda. Jägerswald bildet seitdem den nördlichen Teil der Gemarkung Pillmannsgrün des Ortsteils Kottengrün.